# 曹圭成

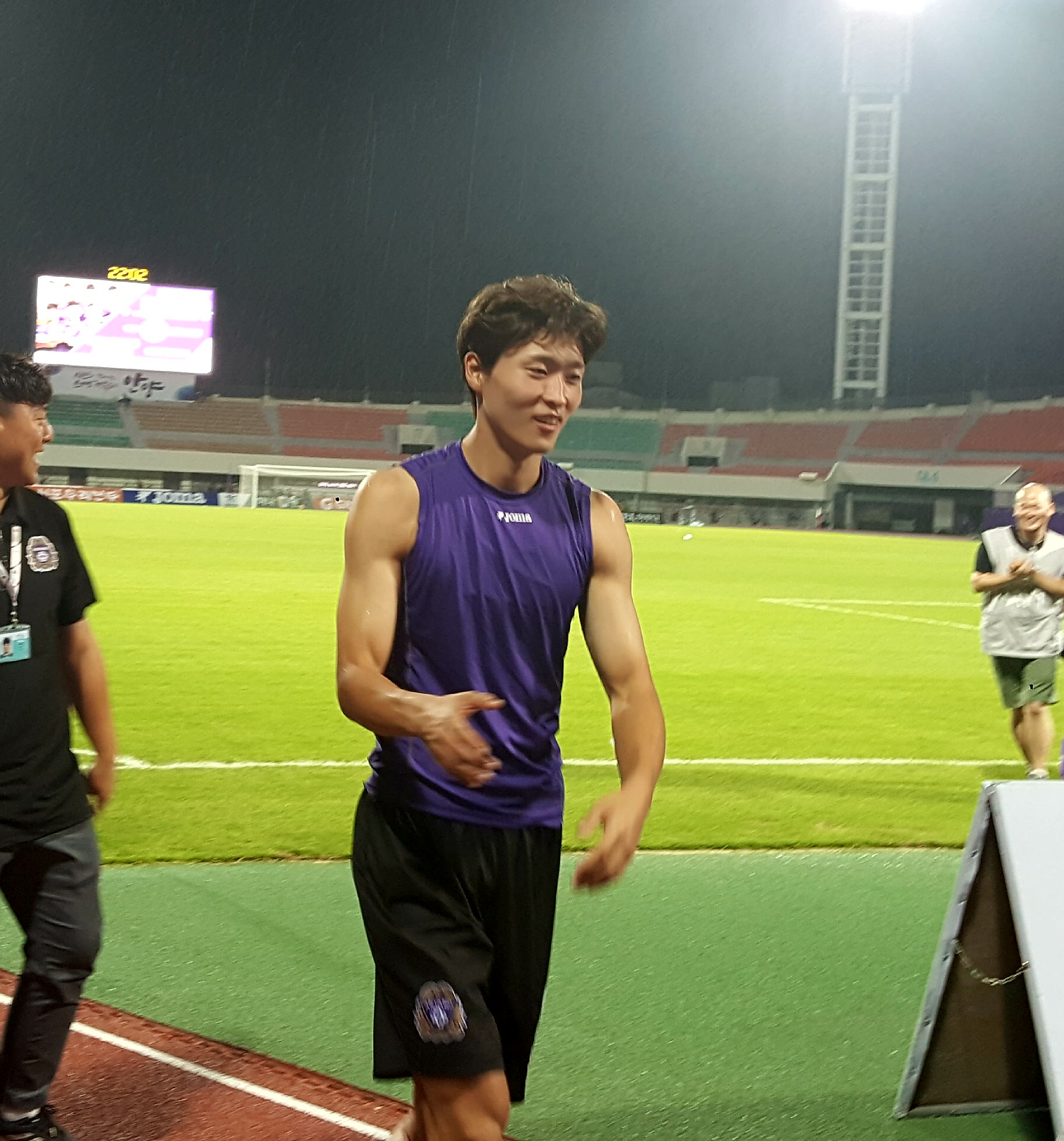
2019年8月

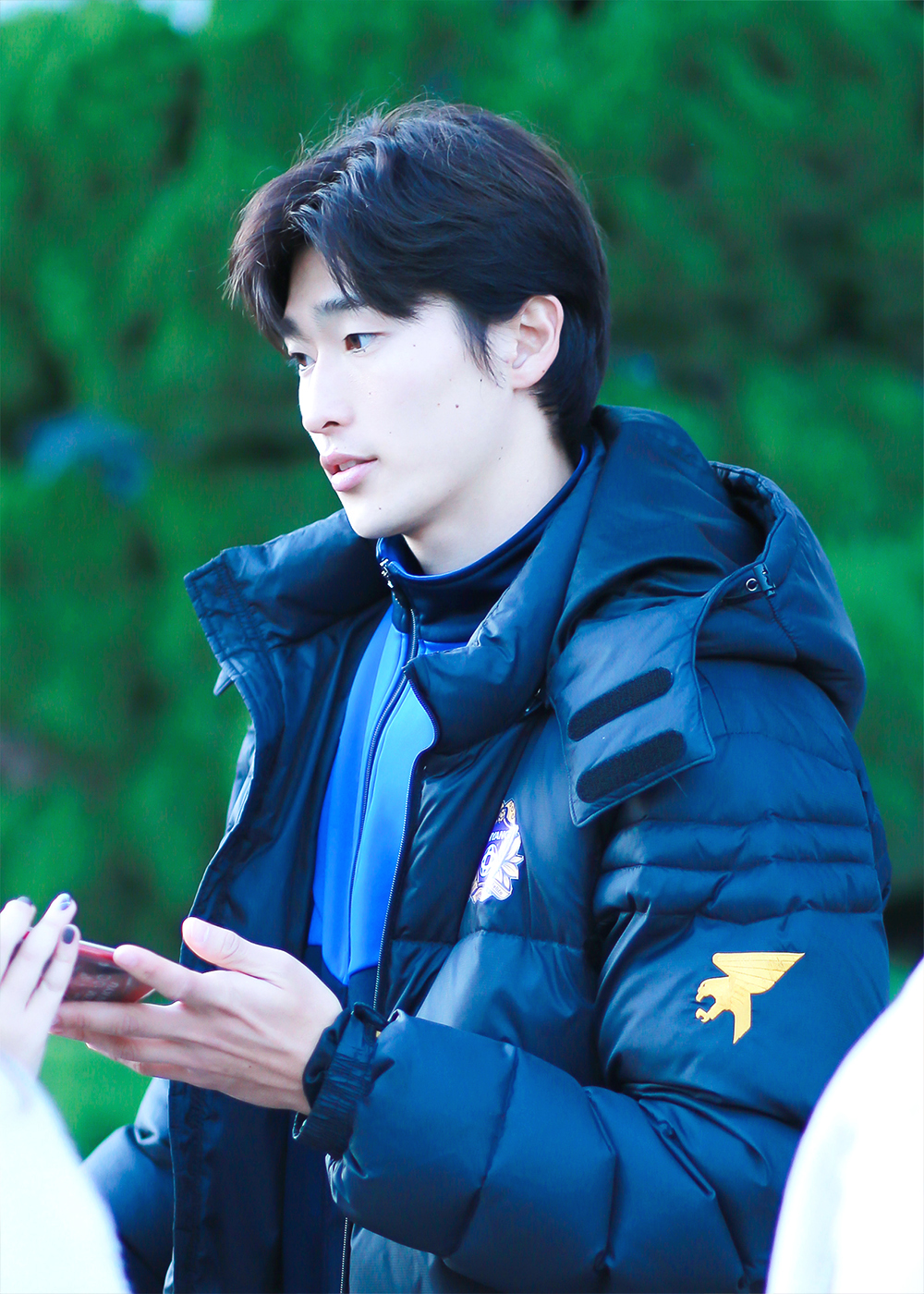
2019年11月

曹圭成（： Jo Gyu-seong，1998年1月25日—），韓國職業足球運動員，司職前鋒，現效力於丹麥足球超級聯賽球隊米迪蘭特，韓國國家足球隊成員。

## 俱樂部生涯

### 光州大學
曹圭成刚进光州大學的时候踢防守型中场，后被教练李升元改造为前锋。

### 安養
2019年，曹圭成加盟K2联赛球队安养，并在当季位列射手榜第三位，入选K2联赛最佳11人。次年，曹圭成转会K1联赛球会全北现代汽车。

### 全北現代汽車/金泉尚武
加盟全北的曹圭成表现平平。2021年，曹圭成加盟金泉尚武服兵役。在这里，曹圭成的身体和技术都得到了极大的提升。
2022年，曹圭成结束兵役，回到全北。当季，曹圭成荣膺K1联赛金靴，并帮助球队获得韩国足总杯冠军。

### 米迪蘭特
2023年7月11日，曹圭成與丹麥足球超級聯賽球隊米迪蘭特簽約五年。

## 國際賽生涯
2021年9月7日，在世界杯预选赛对阵黎巴嫩的比赛中，曹圭成首次代表韩国国家队出场。他在比赛中首发，并在半场结束时被替换下场。
2022年11月12日，韓國隊宣布了2022年國際足協世界盃的最终26人阵容，曹圭成為其中一員。曹圭成原只是後備中鋒，但因在第一輪小組賽中正選中鋒黃義助錯失黃金機會且表現欠佳，於第二輪小組賽中先列後備。11月28日，曹圭成在对阵加纳的第二轮小組赛中梅开二度，帮助韩国队一度追平比分。加纳队在68分钟帮助球队反超比分，韩国队雖然最终落败，但曹圭成卻成為首位在世界盃以頭球梅開二度的亞洲球員。

## 榮譽

### 俱樂部
全北現代
- K聯賽1冠軍 : 2020
- 韓國足協盃冠軍 : 2020、2022

金泉尚武(兵役)
- K聯賽2冠軍 : 2021

米迪蘭特
- 丹麥足球超級聯賽冠軍 : 2023–24[6]

### 國家隊
韓國U-23
- U-23亞洲盃冠軍 : 2020

### 個人
- 韓國足協盃MVP : 2022[7]

## 外部連結
- 曹圭成在 kleague.com上的出场纪录（韓語）
- 曹圭成的Instagram帳戶